# ランボルギーニ・イオタ
イオタ (Lamborghini Jota) は、イタリアの自動車メーカーであるランボルギーニが1969年に制作したレーシングカーの開発車両「J」、ならびにJを模倣して制作された車両の通称である。

## 車名の由来
当時、エンジニア、テストドライバーのBob Wallaceに由来し「ボブの車」「ボブのおもちゃ」と呼ばれ、公式レース参戦を目的とし国際レース基準を明記したFIAの競技規定に定められている付則J項目に合致するよう作製され、安易に英アルファベット読みで「 J （ジェイ）」と呼ばれた。イオタという名前はあくまでもニックネームであり、Jレギュレーションの”J”が近代西洋諸言語、イタリア語では「J」の文字が無く発音できないため、スペイン語読みにしたJOTA(ホタ)、イオタと発音する事に由来する。イタリア語で正式には「Iota」であるが造語として「Jota」と表記された。ランボルギーニ社の見解で、イオタと呼ばれて作製された車体は1台も無く、後に周囲から俗称でイオタと呼ばれるようになり、世間で広まり、オリジナルJ以外は「イオタ・レプリカ」、洋書や海外では「ミウラ・イオタ、ミウラP400SVイオタ」とも呼称される。近年、Jotaとは既に焼失廃車になった1台の「J」に後から名づけられた俗称とされているが、現在でもランボルギーニ社の見解では「J」のままである。

## オリジナルJ
1969年11月から、ランボルギーニの走行実験を担当していたテストドライバーであるボブ・ウォレスの主導により、ミウラをベースに国際自動車連盟 (FIA) の競技規則付則J項に適合させたレーシングカーのテスト車両が1台制作された。これがオリジナル「J」である。開発は就業時間外に「ミウラ改良のための先行開発」という名目で進められたが、これはレース出場禁止が当時のランボルギーニにおける社是であったことによる。
シャシはリアセクションの一部を除いて新規に設計されたもので、サスペンション形式やジオメトリ、ステアリングラックのマウント位置も異なっていた。フレームは鋼鉄を主な材質とし、部分的に軽合金も使用して軽量化が図られ、板金とパイプで作られた。トレッド幅は広げられ、コニ製レーシングサスペンションとベンチレーテッドディスクブレーキを備え、ホイールはウォレスが試作したウラッコラリーと同タイプのフロント9インチ幅、リア12インチ幅の軽量マグネシウム合金カンパニョーロ製センターロックタイプで、ミウラのクラシカルなスピナー仕様ではなくレース現場に対応できる六角ナット式である。
シャシとボディパネルはブラインドリベットで接合されている。パネル表面の多数のリベットが薄いアルミのエッジからの破断防止のために打たれ、このリベットがミウラとの外観上の差異のひとつとなっている。ボディについて、ルーフはミウラの鋼鉄製のものを流用したが、前後のカウルはアルミニウム合金製でヒンジ開閉ではなく取り外し式である。リアカウルは12インチ幅のホイールにあわせて幅が広げられている。ドアシル側面のダクトはなく、ラジエーターベントのグリルも取り外された。サイドガラスはアクリル樹脂Plexiglas製に置き換えられ、はめ殺しを経て一部スライド開閉付きに改められた。ヘッドライトはミウラのポップアップ式からアクリルのパースペックスキャップで覆われた埋め込み式に変更されている。フロントホイールハウス後ろにはエアアウトレットが備わり、フロントのグリル面積は拡大され、グリルの両端にはダウンフォースを増加させる2つの大きなフロントウィスカーが追加され、給油口も左右フロントフェンダー上面に露出する形で作製された。燃料タンクは両サイドドアシルの下側に1つずつ、合計2つ取りつけられている。
スペアタイヤはエンジンの後方に移され、小さいトランクも装備されたが、これらは競技車両規定を満たすためであり、内装もミウラとは全く異なる質素でレーシーな作りである。その他消火器やキルスイッチを装備する等、厳密にJ項に沿っている。
パワートレインはミウラの流用で排気量も不変であるが、圧縮比は10.4：1から11.5：1に高められ、カムの変更、電子点火、ドライサンプ潤滑、ストレート構造のエキゾーストシステムを採用し、4基のウェーバー46IDLキャブレターによって公称最高出力440 ps/8,500 rpm（ボブの実測値では402 ps）を発生する。

### テスト終了後の処遇
オリジナルJはウォレスのチームによって3万キロほどの走行実験を行った後、ミウラSVの続番となるシャシーナンバー#4683を与えられ、ジャリーノ・ジュリーニという人物に売却された。それからヴァルテル・ロンキという人物を経て、レーシング・チーム「スクーデリア・ブレシア・コルサ」(Scuderia Brescia Corse) のオーナーでカーコレクターであるアルフレッド・ベルポナー (Dr.Alfredo Belponer) が購入した。
1971年4月28日、ベルポナーの取引を担当したディーラー「インテルアウト」の経営者であるエンリコ・パゾリーニ (Enrico Pasolini) が、助手席に同ディーラーのジョパンニ・ペデリネリを乗せて納車前のテスト走行を行っていた。しかし、ミラノ東部の開通前のブレシア高速道路を走行中、230 km/hで5速にシフトアップした際にノーズが浮き上がり横転して出火。パゾリーニとペデリネリに命の別状はなかったが、オリジナルJは修復不能なダメージを負い廃車となった。その残骸はランボルギーニが回収した後、搭載されていたエンジンナンバー#20744はウェットサンプに改造され、シャシーナンバー#4878のミウラに搭載された。

## レプリカ
俗称「イオタ」とされるランボルギーニ社が作製したオリジナル車両は、新車４台、モディファイ３台、プロト４台の計１１台のSVJ血統が判明している。他には完全なオリジナルではないが後付けで認めた派生タイプのSVRが１台存在する。
オリジナルJの存在が一部の顧客に知られるようになると、ランボルギーニ社では「J」と同様の仕様を希望する声に応え、ミウラをモディファイしてイオタのディティールの車両を特別に新車販売または持込まれたミウラの改造をし、これらの車両は"Sprint Veloce Jota"の略語「SVJ」で識別され「ミウラSVJ」とネーミングされ、「Jota」の呼称は与えず、ランボルギーニ社は現在でもミウラとして扱っている。2000年代初頭以降にイタリア本国のランボルギーニ社へ再入庫した経歴のある個体には生産証明が発行され、シャシーナンバーが与えられている。
また「ミウラSVR」は会社売却後の新体制になってから、発注元の西ドイツ販売店がボディワークのデザインスケッチ画を持込み作製され、ランボルギーニ社本位では無いため「J」すなわち「SVJ」を名乗る事は出来なかった。発注元が"Sprint Veloce Rennen"の略語「SVR」と独自にネーミングし、完成当時は販売店の改造車として位置付けランボルギーニ公式車両では無かった。
オリジナル「J」の存在を知った顧客からの作製要望により、ランボルギーニ社は2号車以降を1971年からミウラを元に作製した「J」のレプリカを数台出荷した。当時はミウラの派生モデルとして名称も無く扱っていたが世間ではイオタと認識された。これらのイオタは、本国ランボルギーニ社へ再入庫した経歴のある車体には近年になって名称を与え生産証明が発行された。休刊となったネコ・パブリッシング出版の月刊誌「Rosso」の記事や別冊「イオタ白書」では#4088、#4860、#4934、#4990、#5084、#5090、#5113がSVJ、#3781はSVRという世間的にメジャーな車体のみ扱った見解を掲載した。しかし前記した雑誌でSVJとして長い間掲載されてきた#5113は、ミウラSV最終型を西ドイツランボルギーニディーラーが作製したレプリカであり、ランボルギーニ社オリジナルのSVJでは無い事が明らかにされ、間違った見解の誤認記事であった。
現在も続く世界的な調査では、2020年までの欧州のイオタに関する記事等で、特に注目すべきSVJ車体の特定が明らかになっている。#3754、#4808、#4892、#5100もSVJのラインナップであることが確認されている。貴重なSVJを更に上回るスペシャリティーな要素が含まれ、それぞれ１台のみ作製された歴史的、希少性といった付加価値が見受けられる。各々の異なるコンセプトでワンオフ作製された独自の特徴を持ち備えている特別な４台と評価されている。それぞれ呼び名があり別グレードとそれまでは扱われていたが、「J」のコンセプトはしっかりと反映している事からSVJシリーズと認識されている。完成順に、SVJ誕生の礎となったプロトティーポ（試作）車の＃4892。高回転型パワーユニットとそれを補うワイドボディを備えた特殊プロトティーポ車の＃3754。「J」と同等の440馬力のパワーユニットを初めて搭載しオリジナルに近い状態で出荷したが、オーナーの好みでSVJからノーマルのミウラSVの外見に復元された＃5100。唯一のスパイダールーフを備え、リヤカウルにエンジンエアスクープがある特殊なボディ構造の＃4808。これらの４車体は個々に数奇な特徴があり、ただのSVJでないため一概に分類されていなかった特別なSVJである。車体の基本形状や、ファクトリー入庫経歴などの証言も含めほぼ確定されている。また記述した11台余りの明らかになったSVJでも2000年初頭から現体制のフォルクスワーゲン・アウディ傘下のランボルギーニ社で始めたSVJ認定について、近年に本国ランボルギーニ社のヘリテージに再入庫していないことで、認定が取得できていない車体もあり、それらはイタリアから遠方の異国に車体がある地理的な理由というものである。
新車のSVJにモディファイされ当時の現行車として1972年頃に出荷したのは＃4934、＃4990、＃5090の３車体のみで、新車オーダー伝票で処理し、新規登録時の記録がありSVJと簡単に判明している。さらに作製終了してから15年ほど経った1987年にもSVJの新車＃4088が誕生した。この車体は一般ユーザー向けでは無く、当時ランボルギーニ社を買収したミムラン氏の社命によって作製された例外的に作製された車体ではあるが真のSVJある。ランボルギーニ社から４台の新車SVJが作製されている。
一方、その他のイオタのシャシー番号の特定が難航している最大の理由は、ミウラとして一度出荷した車体が所有者のオーダーで再び工場に戻り、イオタにモディファイされた11台余の車体は修理伝票で処理されていた。このため当時の作業記録をした伝票は保存期間を終え既に処分されているからである。これらのミウラからの車体は「出戻りイオタ」と呼ばれている。
また当時はシャシー番号管理ではなく「○○さんのミウラをイオタに改造」という顧客名による管理が多く、転売によってオーナーチェンジを繰り返した車体は50余年も経過しオーナー経歴の追跡は難しく、シャシー番号の特定が難しい状況である。親会社が何度も代替わりを繰り返した現在のランボルギーニ社では資料が無く自社ではこれ以上判明できない為である。
近年でもランボルギーニ社から忘れられた、イオタへの仕様変更書と領収証などの正式な当時の書類を備えた長年動かぬまま保管されていたイオタが発見された。この様に故障した状態での保管や、コレクターのしまい込み、登録制度のゆるい国への譲渡など、イベントや雑誌取材に現れない個体は、当時の資料の処分や保管状況が悪く忘れられた車体となっている。作製から50年以上も経ち複数のオーナー経歴によりオリジナルの状態ではない個体も多く、不明のイオタ探しの手がかりは、ボディ形状、装着されている部品、証言、写真から判断するしかなく情報が求められている。
日本ではスーパーカーブームの1976～1978年に車両展示や集客を上げるため、利益目的でミウラを町工場で改造してイオタとした車体も5台ほど確認されている。内容はヘッドライトの変更、フロントスポイラー装着、エアアウトレット加工、リアウイング装着、等々変更したイオタ仕様が存在した。シーサイドモータースが販売したP400ベースのライトブルーメタリック（後に黄緑→赤）のイオタ仕様やオートロマンのSVベースのブラック（後に赤）のイオタSVR仕様などあり、前記の販売ディーラ２社が日本国内に輸入したミウラをイオタ仕様に変更して車両貸出や販売をしていた。また、ミウラのヘッドライトのホップアップ機能のトラブルが多く、固定式ライトに変更してしまうケースも世界的に見受けられていた。近年では世界的にミウラの評価価値が極めて高くなった事で、イオタ仕様であった車体もリプロ部品を用いて出荷時のミウラの姿に復元する傾向にある。中でも価値がある個体（#4920等）や、更に個性的だが完成度が高い復元が施された#4302（Millechiodi）等は復元ミウラの施工例である。

### 現存車体
オリジナルJとの差異
レプリカイオタは大きく分けると数台のSVJと1～2台のSVRの2グレード存在し、リアカウルのフェンダー箇所の全幅で区別される。SVJはミウラSVと同サイズで、一方SVRはリアフェンダーがワイド化されている。エンジンスペックはSVJは385～440PSと多彩であり、#3781SVRは400PSで、グレードネームはエンジン性能と無関係である。
個々のイオタの特徴は、同じディテールの個体は無く、各車体ごとにライト・グリル・スポイラー・エアダクトなどの形状に微妙な違いがあり、1台ごとに独自のハンドメイドという事がわかる。リアホイールハウス後方にネット付きダクトが追加改造されている場合が殆ど（#4280以外）でフロントカウルのグリルが取られ、フロントカウルダクト右後ろの一箇所のみにクイックリリースタイプの剥き出しタイプフューエルキャップに交換、チンスポイラーも左右2つに分かれている個体は無い。ドアミラーかフェンダーミラー（又はレス）の個体があり、ワイパーも1本か2本と差異がある。#3781SVR、#4280以外ミウラと同じスピナータイプのカンパニョーロセンターロックホイールの場合が多い。内装はミウラとほぼ同様の場合が多い。エンジンの仕様は大半が圧縮比アップと吸排気系の見直しといったライトチューニングが施されているが、カムシャフトを交換した個体も存在する。またミウラと同一のものもありエンジンは様々なバリエーションになっていて、生産終盤のミウラSVをベースに仕上げた車体にはドライサンプの個体も存在する。3気筒を1つにまとめた4本出しマフラーの他に、BENDIX製のフューエルポンプなど。イオタレプリカはミウラSVをベースとして作製されている個体が多いが、ミウラP400ベースも数台存在する。
作製台数、現存台数
近年の雑誌などでは正確な台数を示さず同じ内容記事が繰り返し掲載されている。これはフォルクスワーゲン、アウディの子会社化した現在のランボルギーニ社も当時の書類を処分した事で出荷したレプリカの台数を把握していないが、実際は日本人が過去に商売として動き、生産台数を把握した記録がある。日本の富裕層は1970年頃まではアメリカ車を好んだが、高度成長期の恩恵も受け、次第に高価なヨーロッパのスポーツカーを好むようになる。後のスーパーカーブームの数年前の事である。この頃には、関東にオートロマン、チェッカーモータース、アトランティック商事、ガレージ伊太利亜、JAX、シーサイドモーター、ロイヤルモータース、三和自動車などの、ヨーロッパ車を扱う店が増えていった。その仲間の一人に海外ブローカーと仕入取引をする外車ブローカー上〇が1976年にイオタに興味を持った顧客業者の要望を受け、イギリス人ブローカーを通じてイタリア人ブローカーのS・グレーコが直接ランボルギーニ社へ新たなイオタの作製を打診した。しかし当時のランボルギーニのフラグシップカーはカウンタックになっていたため、既に生産終了したミウラをイオタにモディファイする事を断られてしまった。それならばとグレーコは出荷され各オーナーが所有している中古のイオタを求め、生産管理長から出荷した全14台の所有者リストを入手し個々に交渉を進め、3台の譲渡可能な個体を見つけた。このエピソードから1976年には14台は確実に存在し、その情報が生かされ日本に渡ってきたイオタもあった。
ランボルギーニ社は経営破綻危機に陥り、1978年の倒産によりイタリア政府の管理下、その後の5度の買収（フランス実業家、クライスラー、メガテック、Vパワー、アウディ）により、古いハンドメイド時代の資料や書類の多くは処分され、特に手書きやタイプライターの書面は無く、作業記録やサービスデーターは詳細がわからなくなった。現在では当時の関係者や工員などの証言で少しずつ明らかになってきてはいるが、高齢化や死去に伴い証言が取れない状況が増えてきて、1960～1970年代のランボルギーニ車両は今もなお不明な事が多い。
現存する「イオタ」は全てオリジナル「J」のレプリカということになる。しかしランボルギーニ公認のミウラSVJ、SVRは現代では「本物のイオタ」と呼んで差し支えなく、世界的にも「Jota」と認識されている。しかし現在の経営体制であるアウディ傘下になってからランボルギーニ社は個体にもよるが「Jota」と認定しない傾向が強い。後世のイオタはランボルギーニ社で全て作製したレプリカとランボルギーニ社より部品供給を受けて作製したレプリカが存在し、過去のオークションや取引実績ではランボルギーニ社公認のイオタレプリカは250万ユーロを超え、部品供給のイオタレプリカも200万ユーロ、ノーマルのミウラでも最低価格100万ユーロである。

### 車体番号（一部）
No.4934
1971年12月9日ファクトリーから出荷した。3台ある「新車SVJの1号車」とされる車体であり、ランボルギーニの上得意客であった当時のイラン皇帝モハンマド・レザー・パフラヴィーの為に作製した。当時皇帝は既にミウラSVを所有していて、今回の追加発注では他とは異なるミウラSVの特別仕様という内容で進行し、作製時はSVJとした認識は一切無かった。当時ファクトリーでは＃4892ミウラSVを用いて、後のSVJとなる試作モディファイの作業途中であったことで、皇帝の新たなオーダー車も同様に作製する事となった。後発注だった皇帝の新車ではあったものの、立場上忖度し優先して早急に完成させて先に出荷した。そのため主にボディ形状のみの変更となっているが、後発の熟考されて完成したSVJとは違った特徴を持つ一風変わった外見をしている。エンジンはSVのスペックのままで、エキゾーストをストレート構造にしてレーシングサウンドを奏でる仕様に変更したのみである。エアクリーナーは外してファンネルむき出しの直接吸入にしている。他にはオイルクーラー装備とシングルワイパー変更が施されている。外装はBlu Ischia Metallizzato(青メタリック)で出荷されたが後にRosso　Granada（ワインレッド）に変更している。内装は出荷時のPelle Bianca（白）のままであった。モディファイにかかった費用は1380万リラ（約1億8000万円）。皇帝はテヘランの王宮で所有しているミウラSVと共に武装した警備下にこのSVJを保管していた。1979年のイラン革命の間に皇帝は国を逃れ亡命したため、車はイラン新政府によって押収されてしまった。1995年にドバイに売却され、その後1997年ブルックスオークションに出品されハリウッド俳優のニコラス・ケイジが当時として最高額の490000ドルで落札した。５年程所有していたが、個人の財産権争いにより2003年にイギリスのガレージに売却した。この車体はスイスのコレクターが購入し現在も所有している。
No.4860

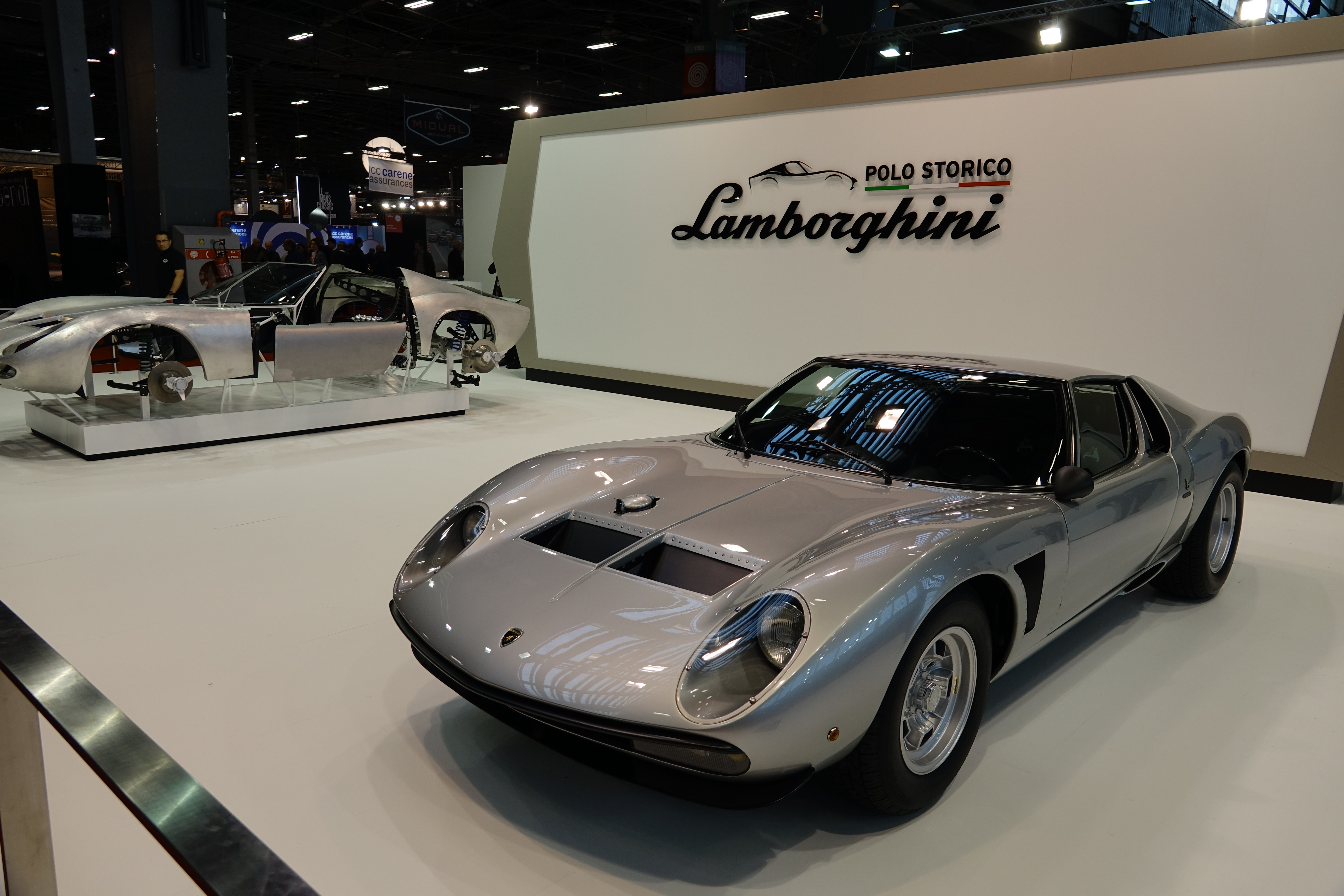
1. 4860「SVJ」

ランボルギーニのドイツディーラー社長、元レーシングドライバーのHubert Hahne（ヒューベルト・ハーネ/フーベルト ハーネ）が1971年にオリジナル「J」を目撃し、その後SVJの試作車や１号車が作製された事を知り、ハーネもミウラの生産が1973年10月に終了する前に、在庫していたオレンジのミウラSV新車をベースにサンタガタ工場へモディファイを依頼した。正式なSVJとして4月29日に工場を出荷した。新車のSVJの1台として「SVJ4号車」とも言われるが、新車ではあるものの一度ミウラSVとして完成し販売店で展示されていただけの車体で、新車状態からSVJに変更されているが、完全な新車SVJ扱いとはなっていない。また、ハーネの要望が随所に見受けられ、完全オリジナル車とは言えない。シャシーナンバー#4860、エンジンナンバー#30621、オーダーナンバー#623。エンジンは「J」のスペアとして作製された440ps仕様である。
ハーネが1972年11月と12月にサンタガタの工場で車の作製進捗を確認した時、Reparto Assistenza Clientiの職人が以前の3台のSVJで行われたようにリアカウルのヘキサゴニータ（六角形）グリルを取り外していた際、ハーネは尋ねた。「なぜミウラの最も特徴的でエレガントなディテールの1つを削除するのか?青いバネとサスペンションアームが後方から見えるのは、ミウラの見栄えを悪くするので、エキゾーストのクワッドパイプが干渉する箇所のみグリルをカットし、リベットを追加してください。車は停止状態から威嚇するように見える必要があり、前の3台のSVJのように見せたくない。雨の中で速く運転するときに、安全上必要なのでワイパーを2本共残してください。助手席側のミラーは付けないでください。アウトバーンの左車線を追い越すか、レーンキープするので、車のラインを阻害するようなアクセサリーは必要ありません。車はドイツの規制に準拠する必要があり、夜間の視界が必要なため、ヘッドライトはCarelloから入手可能な最強のBoschに交換してください！より剛性の高いサスペンションを取り付け、ホイールのスピナーをBorraniセントラルナットに交換してください。」工場のスタッフに車はすぐに「ラ・ホタ・ディ・ハーネ（ハーネのイオタ）」として認識され、分割されたサンプチューンドエンジンは、「サラプロバモトリ」のダイノですでに慣らし運転を完了していたので、ハーネはすぐにV12エンジンの400馬力以上を味わった。この出力を達成するために、高圧縮ピストンとスポーツカムシャフトが取り付けられ、完全に調整されたキャブレターと直管エキゾーストと組み合わされた。ハーネは、アウトバーンで高回転のパワーを出すことを望んだため、フロントラジエーターの下にオリジナルのオイルクーラーを取り付け、4点式Britaxレーシングハーネスベルトと、ハーネのレースカーのように小径のステアリングホイールやホイヤーラリーマスターのダブルストップウォッチがギアレバーの前方に付けられた。ランボルギーニの典型的な2番目の識別プレート「ランボルギーニP400ミウラSVイオタ4860」がシャーシにリベットで留められ、外装はメタリックブラックで塗装された。「ハーネ・イオタ」は、1回の給油で300kphで500km以上を運転できるように特別に開発され、「RepartoAssistenzaClienti」のチームは、フロントのスペアタイヤを取り外し、特別製作の110リットルの燃料タンクに外部クイックフィラーを取り付けるという方法で、車の航続距離だけでなく、ミウラの高速域でのフロントダウンフォースの少なさも解消した、#4860に固有の機能であった。（40Lの燃料タンクを追加（計110L）した説もあり。）
1976年（1977年の説もあり）に、ハーネは工場でシルバーグレー（アルジェントインディアナポリス）に塗り代え、内装は白革から黒革に変更し、シルバーの外装はこの車の最も有名なカラーリングになり、以来ずっと残っている。シルバーはハーネがドライブしたレーシングカーの色で、ドイツのモータースポーツのナショナルカラーである。ハーネはすべてのガラスフレームとその他のクロム部品をマットブラックで塗り直し、そのアイデアは、太陽光の反射を避け、車のレーシングアピールを高めることだった。
ハーネと他の熱心なカストディアンの手によってドイツで28年間過ごし、#4860は行方不明と見なされたが、日本のコレクターが2001年、2004年に購入し、2018年にブランドの熱狂的なファンが購入しヨーロッパに持ち帰り、2020年にランボルギーニ工場とポロストーリコ部門の後援の下でトップモーターズとクレモニーニによってレストアが行われた。車を可能な限りオリジナルに保つことを目的とした徹底的な研究と認証プロセスを実施し、保守的な修復が行われ、これまで#4860と他の1台のSVJのみに付与された、歴史的信憑性の証明書につながり、2月4日～9日にフランス・パリで開催されたヒストリックカーショー「レトロモービル（Retromobile）2020」にスペアパーツが並べられたミウラSと出展された。外されていたリアカウルのヘキサゴニータグリル等も戻され、ミウラタイプのセンターロックホイールのスピナーナット、ボラーニ六角ホイールナットはSVR#3781と同じ八角ナットに替えられた。
No.4892　「SVJ プロトティーポ車」
SVJシリーズの原型となったプロトティーポ車とされている車体であり、ランボルギーニ社で初めて「出戻りイオタ」として作製した。それ以前にテスト車両として存在していた＃4683ボブの車「J」を参考にしてモディファイされることになったが、「J」の定義がランボルギーニ社に存在した訳でも無く、そのため「J」を見様見真似に想像して試行錯誤のうえ完成させた車体である。同時期に＃4934もSVJとされる形で新車作製し一国の皇帝に先行出荷しているが、＃4892の方が作製時期は数か月程早く開始していて、目的はランボルギーニ社として課題であったSVJの定義を確立する為、外装やエンジンのモディファイを全体的に見直し作製したことで時間を要し翌年の出荷となった。後に作製されたSVJは一部の車体を除いてこの車体がモデルとなっている。ベースとなったミウラSVは1971年7月に出荷されたOro Metallizzoato(メタリックゴールド)のボディカラーにNero(黒)の内装色であったが、すぐにSVJへの変更試作車としてモディファイされ1972年に完成した。エンジン番号は#30640。Bianco（白）のボディカラーにBlu（青）の内装色でリメイクしてローマ在中のアルサイド博士へ販売した。オリジナル「J」に倣いボディの淵に沿ってリベットが多数打たれているが、工場再出荷時にはリベットが無かったことから、後のオーナーによるモディファイと想定される。1973年にはボディカラーをRosso Granada (ワインレッド）と内装はナチュラルレザーにリメイクされた。1977年に京都トミタ・オートにより日本へ輸入され、モーターファン誌1977年9月号に上岡崎宏司によりテストレポートが掲載され、各地スーパーカーショーで「本物のイオタ」として展示された。エンジンはミウラSVを基本にライトチューンが行なわれたが、オイル系統はそのままでウェットサンプである。日本に輸入された時のタイヤはピレリのオールウェザーであった。輸入後、オーナーの手により各部にモディファイを施され、試乗した福野礼一郎はその仕上がりを絶賛した。1980年代後半に高橋義生が修復する前に、さらに2人の奈良県、東京都のオーナーを経て33年間日本にあったが、ロードアイランド州ニューポートの2007年ウィリアムK.ヴァンダービルトジュニアコンクールデレガンスで出展され、ヴァンダービルト賞を受賞した。しばらくして、車は2年と225,000ドルの費用をかけ修復され、ロッソグランダ色で塗装され、2010年（2007年の説もあり）にアメリカのコレクターに売却、その後2015年のアメリカ・アリゾナオークションにイオタSVJとして出品され、約2億2800万円で落札された。近年に本国ランボルギーニ社へ再入庫していないためSVJ認定はされていない。
No.4990
1972年4月18日に工場を出たミウラSVをベースに1972年秋にSVJに改造され、ハイチの首都ポルトープランスでホテルのオーナーでありウルフタイプの青金色カウンタックも所有していたAlberto Silvera（アルバート・シルベイラ）がオーダーした。エンジンはミウラSVをベースにライトチューンが行なわれウェットサンプのままでオリジナルのオイルクーラー、シングルワイパー、ニーマンのハンドル付き。次のオーナーはハイチを独裁的に支配したフランソワ・デュヴァリエ大統領で、1986年にフランスへ亡命した際にこのクルマもフランスへ渡り、1996年（1998年の説も有）に日本へ輸入され時折イベント等で見かけられたが、2010年に海外のオークションに出品されヨーロッパへ再び渡った。イタリアでのミウラ50周年イベントに出展する為、イタリアモデナのクレモニーニクラシックでレストアされ元の明るい赤色は剥離され、フロントスポイラーの裏面で特定されたオリジナルペイントのロッソグラナタ（ワインレッド色）で塗装された。腐食し始めていたシル、フェンダー、ラゲッジコンパートメント、プラットフォーム等も修正された。
No.5090
1972年式。製造番号#756／シャーシ番号#5090／エンジン番号#30751を取得、新車のミウラSVをベースに作製され新車時からイオタ仕様。1972年8月25日に工場を出た。エンジンはドライサンプ、400ps、40Lの燃料タンク、オリジナルのオイルクーラー、シングルワイパー、ニーマンのハンドル付きでフランス人のオーナーが所有しパリとフランス・コルシカ島の名酒のポールフェランディにちなんで「コルシカ」という名称が付けられた。その後オーナーが変わり、ワインレッドカラーからパリのCarrosserieChapronによってメタリックシルバーグレーに塗装され、現在はイタリア人のオーナーが所有し、元のロッソグラナダ（ワインレッド）カラーにクレモニーニで再塗装された。内装はワインレッドでダブルストップウォッチがギアレバーの前方に付けられている。
No.5100
SVJで唯一のドライサンプ式の車体であり、ミウラSVとして1972年8月31日に出荷し新車からドライサンプ式を採用していた。当初は西ドイツのランボルギーニ輸入業者ハーネ向けに考案しSVJのトップモデルにバージョンアップした車体である。パワーユニットは初めて「J」同様のものが搭載された車体で、工場製ドライサンプ式・ウェーバー46IDA大口径キャブレター・メガホン排気システム・オイルクーラー等、備えていた。他にもシングルワイパー・ニーマン製ハンドル・ボラーニ六角ホイールナット・ローダウンフロントサスペンションといった変更点があり、SVJの中で最上級の装備であった。この希少なSVJはハーネには販売せず、ランボルギーニ社でフランス・パリ在住の顧客から預かっていたドライサンプ式の希少なミウラSV＃4956を検査サービス中にテストドライバーが事故を起こし廃車にしてしまった事で、補償の代替車に充てたのである。しかし、納車後オーナーがイオタのボディワークとメガホン排気システムを好まず、納車数ヵ月でランボルギーニ社へ戻され従来のミウラSVの形に戻す逆モディファイをした珍しい車体である。さらに1979年にオーナーチェンジとともにヴィンテージカー専門家であるパリのコーチビルダーLe・Coqで本来のSVのノーマル特性に完全に復元し、同じスペックにデチューンした形にしてSVJの要素は皆無となった。現在もノーマルミウラSVを維持している。ランボルギーニの改造ではないという説[20]があるが、これらはパリで最終的な修復作業でSV仕様にした時の事であり、基本的にはランボルギーニ社で行われている。上記の経緯でランボルギーニ社が作製したSVJではあるが、現状ミウラSVに復元されているためSVJであった過去は忘れ去られていた車体である。SVJかSVかと識別するには賛否両論ある。
No.3781　「SVR」

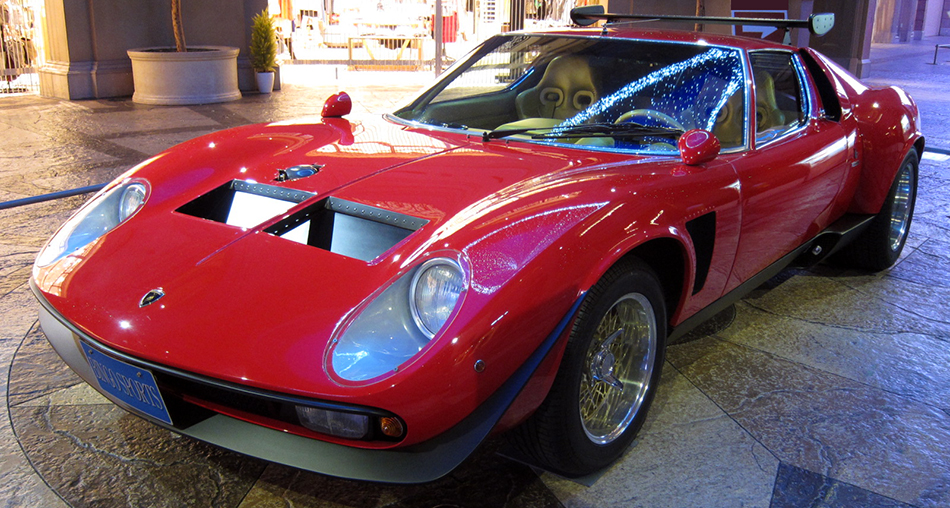
1. 3781「SVR」

全モデルの中で車幅が一番広く２ｍほどある。３度のモディファイを経た車体で現代でも進化している珍しい車体である。１度目は町工場で作製され1974に年に完成。その後の２回はランボルギーニ社で作製し、2度目は1975年、3度目は2018年に完成している。ベースとなっているミウラは1968年11月30日にランボルギーニを出荷したシャシーナンバー#3781、エンジンナンバー#2511、ボディナンバー#383、製造番号＃283、Verde（グリーン）の外装にSkay Senape(淡黄色)の内装の「ミウラS」（ミウラP400の説もあり）である。1968年10月30日開催の「第50回Salone dell'Automobile Torino（訳、トリノモーターショー）」に出展され11月10日まで展示された後、11月30日にトリノのディーラー「ランボルオート」にデリバリーされ、イタリア国内で幾度ものオーナーチェンジ歴を経た。73年に西ドイツのハインツ・E・スティーバーが所有した時にランボルギーニ社からミウラSVの主要部品を取り寄せ、西ドイツの鈑金工場で外装をSVJ仕様にモディファイし、Rosso （赤）にリメイクされた。独自の改造点は、新車出荷３台のSVJで採用しているフロントバンパー下の開口部を1/2インチ広げているのを模して、それより広く１インチカットし、速度無制限道路アウトバーンでの高速走行を想定したオーバーヒート対策を施した。その広げた開口部の上下幅に合わせた西ドイツBOSCH製大型ラリー用ドライビングライトを新たに装着。他はブラウプンクトのオーディオを導入しそれに伴いルーフアンテナを取付け、内装をSkay Nero（淡黒色）に統一した。エンジンとサスペンションはミウラP400のオリジナルスペックであった。完成した車体は1974年に西ドイツ・ミュンヘンで開催した「GREGER　RACING-SHOW　74‘」でグランツーリスモ部門の改造車コーナーに展示された。
その後１年を経てイタリア・サンタアガタに持込まれSVRへ再改造が行われている。西ドイツでランボルギーニ販売代理店を営んでいたヘルベルト・ハーネがオーダー担当し、1975年11月に再出荷された「出戻りイオタ」の車体である。ハーネは周囲から派手好きで知られており、以前に作製依頼した#4860SVJでは物足りなさを感じていた。新車の仕入れでランボルギーニ社を訪れ、工場を見たハーネは作製途中でキャンセルされた下記ウルフ・イオタ（別項解説）のショーカー用に加工中のオリジナル「J」を意識してリアがワイドに作製されたミウラP400を目撃してとても興味を抱いた。気になったハーネは顧客に相談し、下取りで入ってきた上記SVJ仕様のミウラP400をベースに工場で見たワイドボディを上回る、派手なフォルムのモディファイの依頼を打診した。だが、フェルッチオ・ランボルギーニはこの打診に難色を示した。それは内容がハーネ側からデザインのスケッチ画が持ち込まれ、アメリカのACコブラを掛け合わせた極端なブリスターフェンダー仕様という具体的なものだった為である。実際に打診の場でもコブラのイメージと伝えていた。ミウラのデザインはベルト―ネ社の力作で世界的に高評価を受け、洗礼された流れる曲線美を壊してしまう懸念や、アメリカンデザインとの掛け合わせはランボルギーニを冒涜する無礼な事案である。極端なボディワークで迫力を表現できたとしても、全体バランスを崩してまで、美しくない違和感のあるものは創らないという姿勢を一貫した。またデザイン協定契約など複雑な問題が発生する事もあり、ハーネの依頼を４度ほど断っていた。ところが経営悪化により1974年にランボルギーニ社の完全売却が決まり、フェルッチオ・ランボルギーニが退き、新体制の実業家ジョルジュ・アンリ・ロゼッティとレイネ・レイマーの合同経営会社になった事で状況が変わり、棚上げされていたハーネ側の要望に対して、ランボルギーニ社として「J」の系統として正式な作製車両と認めない諸条件を付け、修理作業の一環として遂にモディファイの受諾をした。完成予定図はハーネ側のスケッチ画を基に作製担当者が現実的な修正を加えた。また前後トレッドバランスの悪化が想定されたので、予定に無かったフロントフェンダーを拡張する項目を追加しアーチラインのエッジを迫り出す程度にして、最終的なデザイン画を書き下ろした。極端にグラマラスなサイドビューではあるが、ミウラの面影が無くなった異質なデザインとなった。
SVRボディ作製の基準寸法は西ドイツのBBS製3ピースメッシュアルミホイールをハーネ自身が用意し持込み、ホイール/タイヤサイズに合わせて行われた。フロントは9インチ幅ホイールに225/50/15タイヤを履き、リアは13インチ幅に、最新のピレリP7345/35/15のワイドタイヤを履いている。このBBS製ホイールの採用は営利目的のためで、当時創業して間もない西ドイツメーカーでバウム・ガルトナーとブラントが共同で設立し、ふたりの名字の頭文字からBBSと名乗ったアルミホイールメーカーであり、ハーネの店が新興メーカーのBBS社の筆頭特約店となり、アルミホイールの販売促進のため採用した商売上の理由である。
エンジン系統は過走行のためオーバーホールし、圧縮比アップと吸排気系を変更したライトチューンが施され400PS（グロス）となっている。
通説ではSVRはハーネが特注したと語られているがランボルギーニ社への注文窓口であり、顧客の特注車である。車体は生産部門とは別の修理部門で作製され完成には1年を要した。最大の特徴である極端にワイド化したリアフェンダーはオーダー通りの仕上がりであったが、ハーネは工場を出荷した状態では満足いかず、自分のディーラー工場でウォルター・ウルフの極初期のカウンタックLP400の白い量産3号車#1120007(量産4号車、#1120006の説も有)（通称ウルフ0号車）に装着されていたものと同形のリアウイングを作製し取り付け、オイルクーラーも装着した。内装はレカロのシート、AUTOFLUGのベルトハーネスなどを装着し、スピードメーター表示を400㎞表示に書き換えを施した。
この車は完成時には車名が無く「J」すなわち「Jota」と名乗る事が前記の受注時に交わした諸条件により出来なかったため、作製指示書には「ミウラS/C-tipo」とされた。呼び名はベース車両のSと、Cは発注元ハーネの強い要望であったcobra風のフェンダ―を意味していた。ランボルギーニ社での名称は「ミウラS」で扱い、再出荷時も「ミウラS/C」としていた。車両引き渡し後にハーネ自身が"Sprint Veloce Rennen"とイタリア語とドイツ語の混じったネーミングをつけ俗称「SVR」として自店の西ドイツランボルギーニディーラーで宣伝した事が名称由来である。この様に「SVR」は会社売却後の新体制で作製されたレプリカで、創業者フェルッチオ・ランボルギーニが在任中には難色を示し作製を断っていた事や、ベルト―ネ社も関わっていない為、イタリア本国では「J」や「SVJ」といったイオタに関連した呼称は無かったが、発注元の西ドイツから俗称「ミウラSVR」として広まり認識されたのである。当時はランボルギーニ社のオフィシャルな車体では無く、販売代理店独自の改造車（例、西ドイツのKönig Specials等）として位置づけられていた。また生前のフェルッチオはSVRを最後まで公式車体と認めなかった。
後に一人のオーナーがハーネの販売店からミウラの約1.8倍の価格で購入した。
日本ではモーターマガジン誌1976年2月号に掲載され、東京都目黒区にあったオートロマンの三〇が当時30万米ドル（8790万円）で購入したと発表し1976年6月2日に輸入された。だが販売元は約8万米ドル（2344万円）で譲渡したとし相違が生じている。
日本でのスーパーカーブームでオートロマン社は新たな造語として大々的に「イオタSVR」と日本独自の車名を付け宣伝し、カーショーをはじめマスコミやグッズで広く認識されていった。イタリア本国では単なる改造車扱いのため忘れ去られていく中で、折からのブームで幾つかのスーパーカーショーに展示され、日本だけこの車の真実と異なる触れ込みや思い込みによる「イオタ」の印象が残ったのである。
ブーム後期には愛知県小牧市の東名モータースの伊〇に受け継がれた。1993年に行われたランボルギーニ創設30周年のイベントがイタリアで開催された時には本国にSVRを空輸し伊〇も参加した。この年に４度目の会社譲渡を経験したランボルギーニ社は、買収した新経営のメガテック陣営で開催され、イベント中SVR認可のため伊〇が経営陣にしつこく直談判した事をきっかけに、イベントのニュースソースのひとつとして、それまでハーネの販売代理店による独自の改造車として、約18年のアンオフィシャル車体であったSVRを、長年一部の国（日本）で「イオタSVR」として愛されてきた経緯など評価し、＃3781をミウラ歴史のひとつとしオフィシャル車体として「ミウラSVR」として改めた見解を示した。奇しくもフェルッチオ・ランボルギーニが死去した年である。2000年頃にはSVRは世に1台しか存在しないため、同デザインの販売権利は所有者となる法律から、京商などの玩具メーカーにデザイン販売承諾権利を売り、#3781SVRの東名モータースのロゴが入ったミニカーが数種類販売された。その後2002年にはTV番組のマネーの虎で有名になった愛知県名古屋市のオート・トレーディングの代表である南〇がSVRを買取り、普通に中古車として6800万円で販売をした。投機目的にオーナーチェンジされ東京都千代田区永田町外堀通りのビンゴスポーツを経由し2015年12月に販売された。
SVRは2018年6月に本国イタリアで約19ヵ月を要したモディファイとレストアを完了した状態だが、今までとは違った出来栄えとなっている。2010年以降、日本国内の業者で何度かレストアを施されていたが仕上げ方には賛否両論があった。「J」の再現で♯3033クローン・イオタ（別項解説）が誕生したことにより、新オーナーの意向で「J」の要素を取り入れる新たなモディファイをするため、レストアを兼ねて日本の修理業者に依頼した。だが車体は分解を終えたが、「J」の資料不足のため頓挫してしまった。その状況を相談されたランボルギーニ本社のヘリテージ部門ポロストリコはモディファイとレストアを受諾し、本家でのレストアのためSVRは分解されたままパーツ状態で送られた。たが本家でも不明瞭な事が多く作業が進まず、分解されて受け取った事も困難を極めてしまった。1975年の完成当時は「SVR」の定義が存在せず、ほとんどが作製現場でのワンオフのため元々資料など一切無いことや、「J」も同様で写真しか無く資料が無い状況が重なり、ポロストリコも最終的な仕上げ方に幾度もミーティングをした。正解は無い事に結論を出し、SVRはこうあるべきという想像も織り込みながら、当時の思いを考慮して作業を進展させた。そのためオリジナルに忠実な仕上げ以外の作業は受けないポロストリコとしては異例の1975年の工場出荷当時の姿に再現しなかった。後付けのルーフウイングは残し、Jと同形状のマニフォールドとマフラー新規作製、センターロックホイールはスピンナーが八角ナット式に変更、タイヤサイズの変更、牽引フックとキルスイッチ取付け、5連エアホーン（ミュージックホーン）は2連（単音）に交換、ナンバー灯・ルーフアンテナ・下部のオイルクーラーの廃止、等々。内装関連はセンターコンソールの変更が多数あり、SやSV標準のオーバーヘッドスイッチボックスを廃止してP400同様にコンソール正面に変更、コンソール上のPWスイッチをドア部に変更、助手席グリップと鍵付ボックスと灰皿の廃止、ドアの内張をミウラの物から「J」を再現、ステアリングはmomo製protoに交換、内装はNero（黒）に変更、脱着可能なロールケージを新調、他にも新しく取り入れた部分もあった。ボディカラーは今までより赤みの強いRosso（赤）で仕上げている。今回の一連の作業はグランツーリスモの要素は廃止され、新しくサーキット志向に変更され、レストア作業というよりは、新たに改良型SVRとして43年ぶりにモディファイした仕様変更車であり、３度の大掛かりな改造を経た「出戻り３度目イオタ」と言える。50余年も依然として日本にあるが、それ故に欧米ではSVRに馴染みがない事、モディファイを続けている事、フェルッチオ・ランボルギーニが関与していない事など、歴史的車体として日本国内ほどの評価は得られていない。
No.不明　　「ウルフ・イオタ」　特殊プロトティーポ車
車体認識の観点からウルフ・J（イオタ）と呼ばれている俗称の車体で、SVJ概念をモディファイし「J」の要素を取り入れ作製された特殊なプロト車体である。当初はミウラC（CはCorsa略称）と呼ばれていたが、新オーナーにはミウラSVC （"Sprint Veloce Corsa"）として販売。後には別名SVRプロトティーポとも呼ばれていた。詳細が曖昧なのは経営不振による会社存続の危機に陥り、社内混乱していた最中に秘密裏に急いで販売した事が影響している。車体番号は判明しているが実車確認が進まないため、現状では3700番台の車両重量の軽いミウラP400最終型をベースにして作製していると明らかにしている。40年以上所在不明の車体である。
元のオーダーはカナダの大富豪ウォルター・ウルフで、F1チーム「ウォルター・ウルフ・レーシング」のオーナーとして世界的に知られている。ランボルギーニ車の愛好者としてミウラを4台所有し、JやSVJに特別な関心を示していた。他に無い別格で最高のイオタを欲し、「J」のコンセプトのもと少数作製していた希少なSVJを上回るものを創設者フェルッチオ・ランボルギーニに直要求し1973年に特別仕様車のオーダーをした。
翌年早々、ウルフには新発売直前のカウンタックLP400も優先納車され、独創的なスタイリングに大変満足し独自にモディファイして楽しんでいた。だが速さはミウラと乗り比べると、車重の重さの影響でパワーウエイトレシオ低下による非力さに不満を感じ期待に反していた。ウルフはオーダーしているパワフルなイオタ特別仕様車の完成が待ち遠しく催促を幾度もしていた。ところがフェルッチオ・ランボルギーニの助言で既に製造終了したミウラ特別車ではなく、当時フラグシップカーで、排気量アップした5000㏄12気筒エンジン搭載する後継車カウンタックで特別車を作製する案を薦められる。これは世界的な販売戦略やフェラーリを超えるという思いも鑑みる出来事であった。提案を受け入れたウルフは既に作製に入って70％ほど仕上がっていたイオタを途中でキャンセルし、カウンタックの特別仕様車を新たにオーダーした。後のウルフ・カウンタック1号車が1975年に誕生し、その後も改良型の2号車、更に上の3号車と作製されカウンタックの歴史上特筆する名車となった。イオタ特別仕様のウルフ・Jはキャンセル後もフェルッチオ・ランボルギーニの指示でショーカー、社内保管車両の名目で作製は続けられ1974年７月頃に完成させた。しかし世界的な第１次オイルショックの影響で数年間財政が逼迫していた最中、さらに追い打ちでトラクター事業の失敗が生じ、ランボルギーニ社はこの車体を本来の目的に使わず財政難の補填の一部に宛がい、購入者のオーダーによりボディカラーをの濃青色から当時の新色Rossoにリメイクし販売した。初代オーナーは高回転型パワーユニットの癖が強く扱い辛いことや爆音に不満を感じ、購入後まもなく手放した。早い段階から本国を離れ度重なるオーナーチェンジにより各国を転々としたようで2～3年で車体の所在はわからなくなった。
近年、2016年にイタリアで行われたミウラ生誕50周年の記念イベント「Lamborghini Miura 50th Anniversary - Italy 2016」で、ウルフ・Jに携わり、後のシャシーNo.3781のSVR作製にも携わった1970年代前半にランボルギーニ社で働いていた元生産工員の長老達の話で車体の詳細が明らかな貴重な証言が得られた。SVR作製開始より１年ぐらい前の時期に、希少な外装色Ble Speciale（濃青または紺）のミウラP400最終型をベースに特殊なSVJへモディファイを手掛け完成した車体の事であり、元の発注者がウォルター・ウルフとされる車体が存在した。しかしながら完成した車体はウルフでは無く、全く別の資産家に引き渡されたとのことである。当時ファクトリーでは発売直前のカウンタックの生産が本格稼働していたので別棟の片隅で密かに作製された。このウルフ・Jのオリジナル特徴として特殊なパワーユニット搭載に合わせたモディファイが随所に施されている。外見は動力を無駄なく伝達するために他のSVJより4インチワイドのリアカウルを新たに装着し、ワイドカウルに合わせSVJのカンパニョーロ製9インチ幅ホイールを更に2インチ広げた11インチ幅に拡大した特注マグネシウムホイールの装着とワイドタイヤ285/50サイズを履くという格別な特徴がある。他にも、サイドまである大型フロントスポイラー。後のカウンタックでも採用したシングルアームセンターワイパー。試作品のキャレロ製W反射ヘッドライト。テールランプについては当初「J」と同様のキャレロ製を装着し、途中ショーカーを想定したリアビューの特徴付けにキャレロ製の横幅のあるタイプ（デ・トマソ・マングスタ同型品）に変更した。販売時にはアルテッシモ製（72’保安基準品・SV同品）と３度の変更をしている。SVJの中で唯一の特別な仕様となっている。それまでとは明らかに違う外見を備えているが「ミウラ」の良さを残しながら「J」の要素をしっかり反映されていた。当然リアカウルのウイングは無かった。特に見た目の曲線美を重要に作製され、ボディ全体のバランスが良く、ミウラのサイドラインの良さを壊さずワイド化に成功。全イオタ（ミウラも含め）の中で一番美しいサイドラインと称されたボディである。当時Corsa Specificazioneと説明されたプロトティーポパワーユニットは別部門の作製だったので今回の証言では仕様などは明らかにならなかったが、しっかり手を加えられた様相で、吸気に大口径の3連ウェーバー46IDAが装着され、3in1ストレート4本マフラーで排気する特別なパーツも兼ね備えていた。この当時の複数の工員関係者の証言が具体的かつ信憑性があり、作製中のモノクロ写真も存在し、希少なオリジナーレカラーが印象に残っていた十分証明できる車体である。また２年後の1975年に再出荷した後発の♯3781SVRの外見はウルフ・Jをモデルにしているが発注者の意向でさらに幅を広げ8インチリアをワイドに作製された。ワイドボディのSVJは２台存在することになるがウルフ・Jが正真正銘のワイドボディプロトティーポであり、創設者フェルッチオ・ランボルギーニとベルト―ネ社が監修した最後のSVJ（イオタ）である。「迫力のSVR＃3781」に対し、ウルフ・Jは「美しいSVR」または「美しいSVC（Cはコルサ略称）」と言われ、存在したことが明らかになった事で後に上記内容の記事がタブロイド誌に掲載され欧州で話題となっていた。
No.4808　「SVJスパイダー」
ミウラSとしてGiallo（黄色）のボディカラーにNero（黒）の内装で1971年2月15日に出荷した。その後SVJへモディファイをして完成した。さらに1980年にはランボモーターAGによってルーフをオープンにしたスパイダー化とリアカウルにエンジンエアインテーク開口部を設けた独創的なモディファイをしてArgento Metallizzato（メタリックシルバー）のボディカラーに仕上げた。ボディの特徴に大きなインパクトがあり、完成時にスパイダーと公表し世間的に認識させたため、この時からSVJではなくスパイダーと呼び別グレードの扱いを受けていた。これらの経緯から世間でのSVJという認識は無くランボルギーニ社の認定対象には挙がらなかったが、近年の見直しでSVJであることが再認識された車体である。現在はVerde Lime (ライムグリーン)にリメイクされている。
No.4088　「ミムラン」
当時のランボルギーニ社のオーナーのパトリック ミムランが、実兄ジャン・クロード・ミムランの為にトップダウンの命により作製した新車と言える車体である。ランボルギーニ社で保管していた未使用のミウラSシャーシを使用して、サンタ・アガタ工場で1983年から1987年にかけて丁寧に作製された正規のファクトリーカーである。特徴はフロントスポイラーが♯3781SVRと同様にフェンダーアーチに届く長さで、風洞実験により空気の流れを考慮した取付位置や大きさとなっている。実験ではそれまでのSVJで一部の車体に見られるフロントバンパー下の開口部を広げる手法では、位置が下すぎるため冷却効果は差ほど向上せず、高速走行での高流域ではフロントが浮き上がる傾向にあり逆効果なことが判明した。検証結果からスポイラーから流れるエアーを開口部にストレスなく流すためにエプロン部の段差を無くしたことで冷却効果もフロントリフトアップも劇的に良くなる事が判明したので採用している。エンジン仕様は不明。この車体に関して欧州のほとんどの専門家は、ミウラが生産を終了してから15余年後の誕生したことや、創業者フェルッチオ・ランボルギーニが関係してない理由で、公式SVJと認識しない否定的な持論を展開している。この件ではランボルギーニ社は公式な見解を示していないが、過去にオフィシャルな式典やモーターショーで幾度も正式なSVJとして扱っている。1997年のサザビーオークションに出品された。
No.3033「クローン・イオタ」

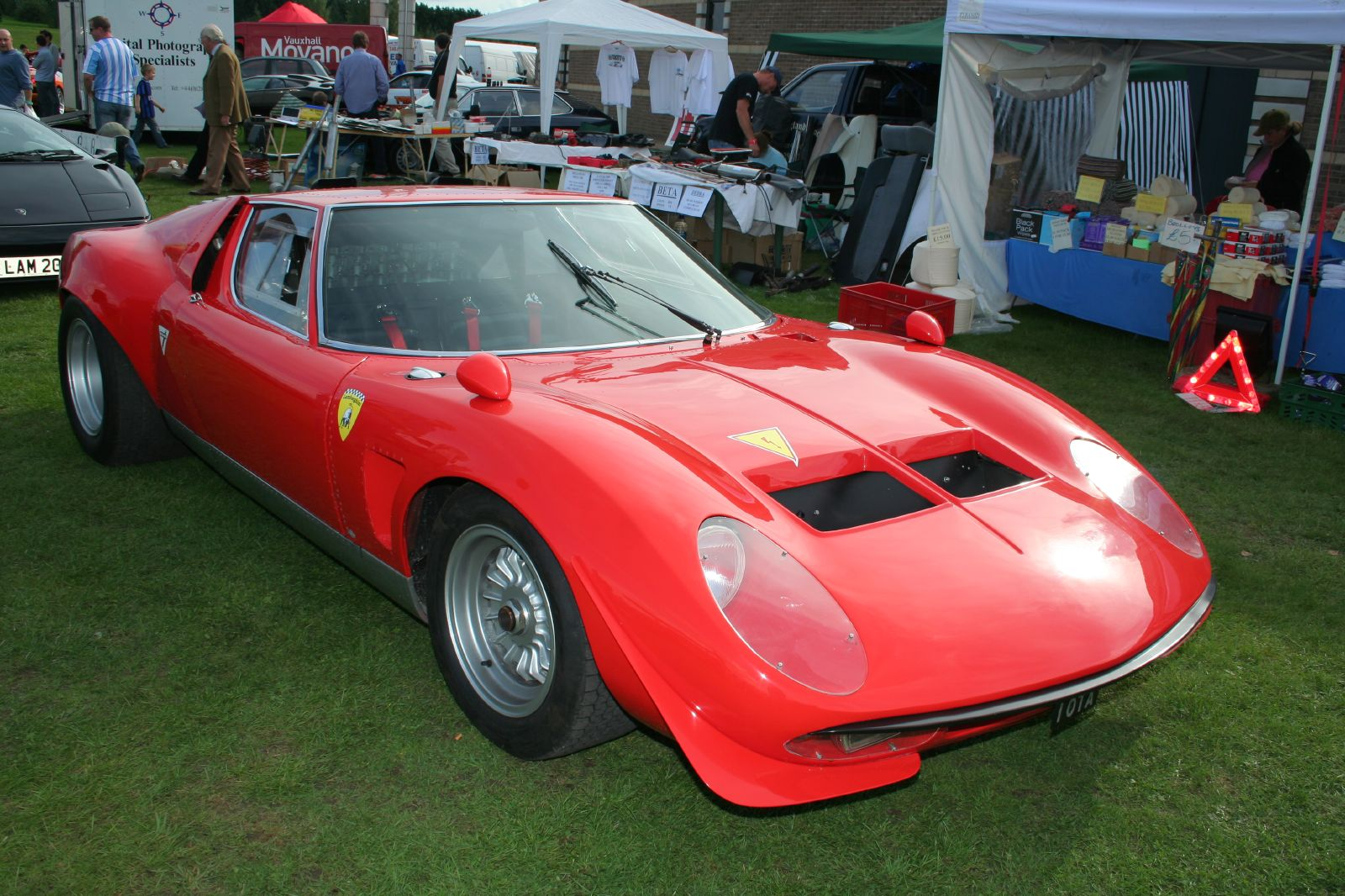
1. 3033　クローン・イオタ

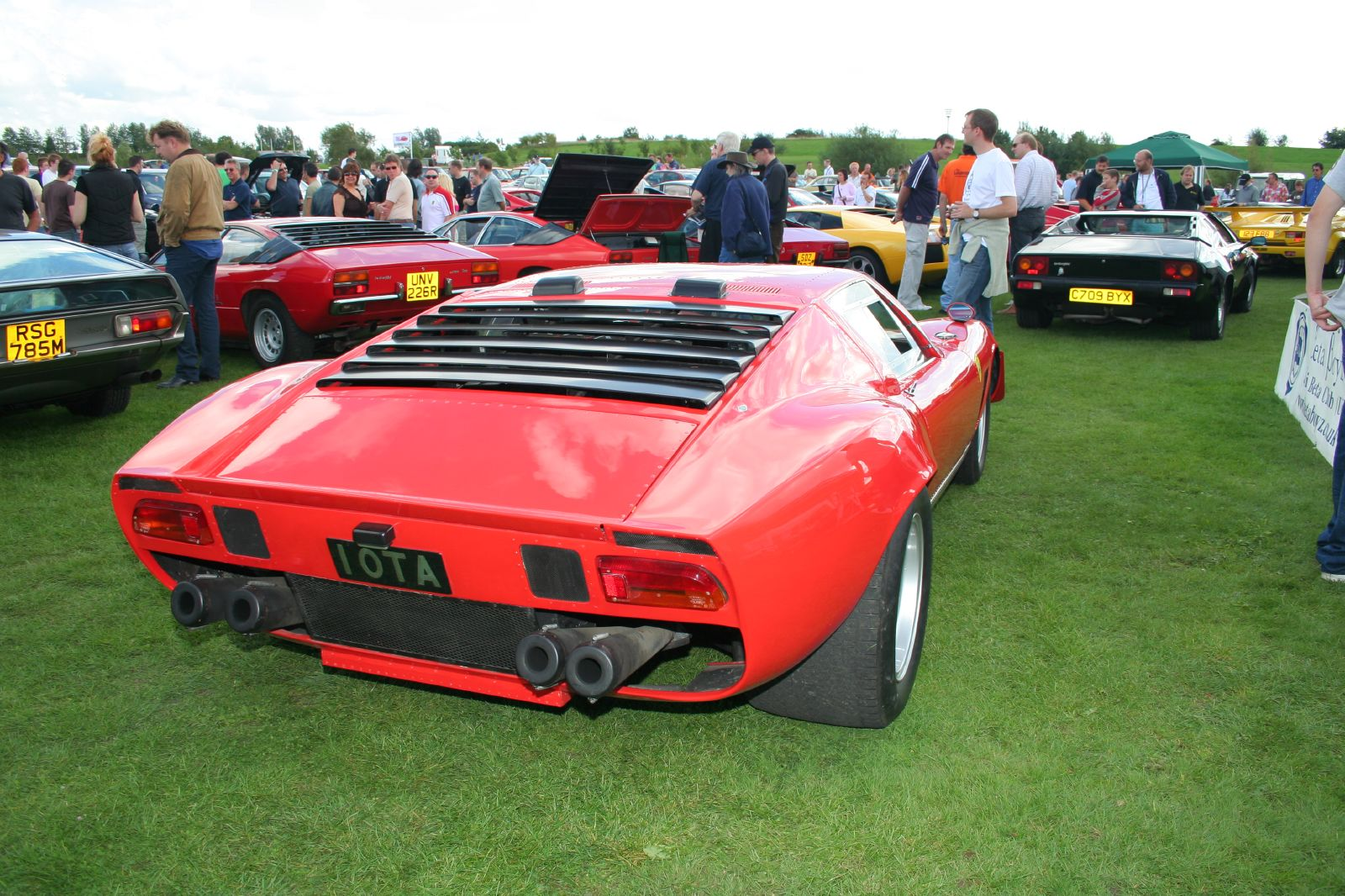
1. 3033　クローン・イオタ

2003年5月9日から11日のランボルギーニ創立40周年記念に本社で開催されたイベントが初出。英国のピエトプルフォードのためにワイモンダムエンジニアリングのクリスローレンスによって、喪失した「オリジナルJ」を写真と一部の設計図を元に2003年現代に忠実に再現作製し、通称「クローン・イオタ」といわれる。イギリスの田舎町にある「ザ・カー・ワークス」で11年の歳月と25万ポンド（約3800万円）以上の資金で作製された。ミウラから流用した部品はオリジナルJと同様にルーフのみ。下に被さるように膨らんだリアフェンダーは当然SVJともSVRとも違った表情をもつ。サイドウインドウはスライド開閉式になっていて、リアカウル上の前端には黒いエアインタークパーツが二個付く。テールライトはP400、Sの初期タイプ。ウラッコレーシングタイプのセンターロックホイールは六角ナット固定。エンジンなどの機構は、アメリカのアリゾナ州フェニックスにある「ボブ・ウォレス・カーズ」のオリジナルJを作製したボブ・ウォレスが担当し、ランボルギーニが作製、認定した正規のイオタではない。
No.4280
1969年10月23日に工場を出た#4280ミウラSは、日本のランボルギーニの正規販売店であったミツワモータースに出荷され、1980年代には、元のS仕様エンジンから#30633のSVエンジンに換装された。2013年の初めにJota仕様に日本の2人のイタリア自動車専門家によって改造された。オレンジ色の外装でオリジナルJ、クローン・イオタのようなディティール、内装を随所に持ちリアホイールハウス後方のダクトは無く、ウラッコレーシングタイプの六角ナットセンターロックホイールを履く。リアカウルはSVの様にワイドフェンダー化されSVのテールランプが付く。前後カウルはミウラ同様前端後端ヒンジのチルト式で開き、チンスポイラーは無い。正式呼称はMiura P400S。
No.5113
最終型のミウラSVを西ドイツのランボルギーニディーラーによってSVJレプリカに作製されたネイビーブルーの車両。ディーラー経営者のHubert Hahne（ヒューベルト・ハーネ/フーベルト ハーネ）が監修している。自身のディーラーで所有していたランボルギーニ社で作製した#4860 SVJ（上記参照）を参考に独自に作製された。エンジンはSVノーマルであったがエキゾーストがレーシング仕様の消音機無しの直管でかなりの爆音であった。日本ではモーターマガジン誌1976年10月号にイオタとして掲載され、輸入業者のシーサイドモーターが取り扱った最初のイオタと告知した。そのため世間では本物のイオタと刷り込まれ認識されていた。当時の日本ではオリジナルSVJの認識が一切なく非常に適当で、外見がSVJならイオタとして扱い販売されていた。ネコ・パブリッシング出版も同様で月刊誌「Rosso」の度重なる記事や別冊「イオタ白書」も紹介され掲載されている。しかし長年ランボルギーニ社が作製した本物のSVJとして認識されていたが、2022年には当時この車体を納車したシーサイドモーターの元従業員の証言による「今だから話せる本当の話」としたネット記事により、仕入れ時の車両情報から西ドイツのディーラーが作製したレプリカ車両であることが明らかになった。日本上陸時のボディカラーはネイビーブルーで、シーサイドモータースが販売した購入者の意向によって赤みの強い濃いオレンジの独自なカラーに全塗装された。この車体も近年ではイベントや雑誌などに一切出てこないため情報が無いが、転売はされずにファーストオーナーの同族に引き継がれ大事に保管され日本の関西エリアに現存している。